# Bin
För andra betydelser, se Bin (olika betydelser).
Bin (Apiformes eller Anthophila) tillhör insektsordningen steklar. De lever av nektar och pollen och spelar därmed en stor roll för blommande växters pollinering. Nektarn tjänar huvudsakligen som energikälla medan pollenet ger protein och andra näringsämnen. Det mesta pollenet används som mat till larverna. De lever solitärt eller i mer eller mindre avancerade bisamhällen. Det är framförallt arter i släktet honungsbin (Apis) som används av människan för honungsproduktion (se biodling), i synnerhet det vanliga honungsbiet, men även det östasiatiska biet. Även vissa arter av de gaddlösa bina används för honungsproduktion, men de ger betydligt mindre skördar än det vanliga honungsbiet.

## Kännetecken
Bin har en lång tunga som gör att de kan suga nektar från blommor. Vardera antennen består av 13 segment hos hannar och 12 hos honor. Som alla steklar har de två par insektsvingar. Det bakre paret är det mindre. Hos några få arter har ett kön eller en kast relativt korta vingar som gör flygning svår eller omöjlig, men de är aldrig vinglösa. Det minsta biet är Trigona minima, ett gaddlöst bi vars arbetare är omkring 2,1 mm långa[källa behövs]. De största bina är Megachile pluto, i familjen buksamlarbin (Megachilidae), vars honor kan bli 39 mm långa, och humlan Bombus dahlbomii, med en maximal längd hos drottningen på omkring 40 mm.

## Levnadssätt
Bin är anpassade för att leva på nektar och pollen. De kan vara solitära eller leva i mer eller mindre avancerade bisamhällen. Många arter är snyltbin som lever på mat som andra bin har samlat ihop.

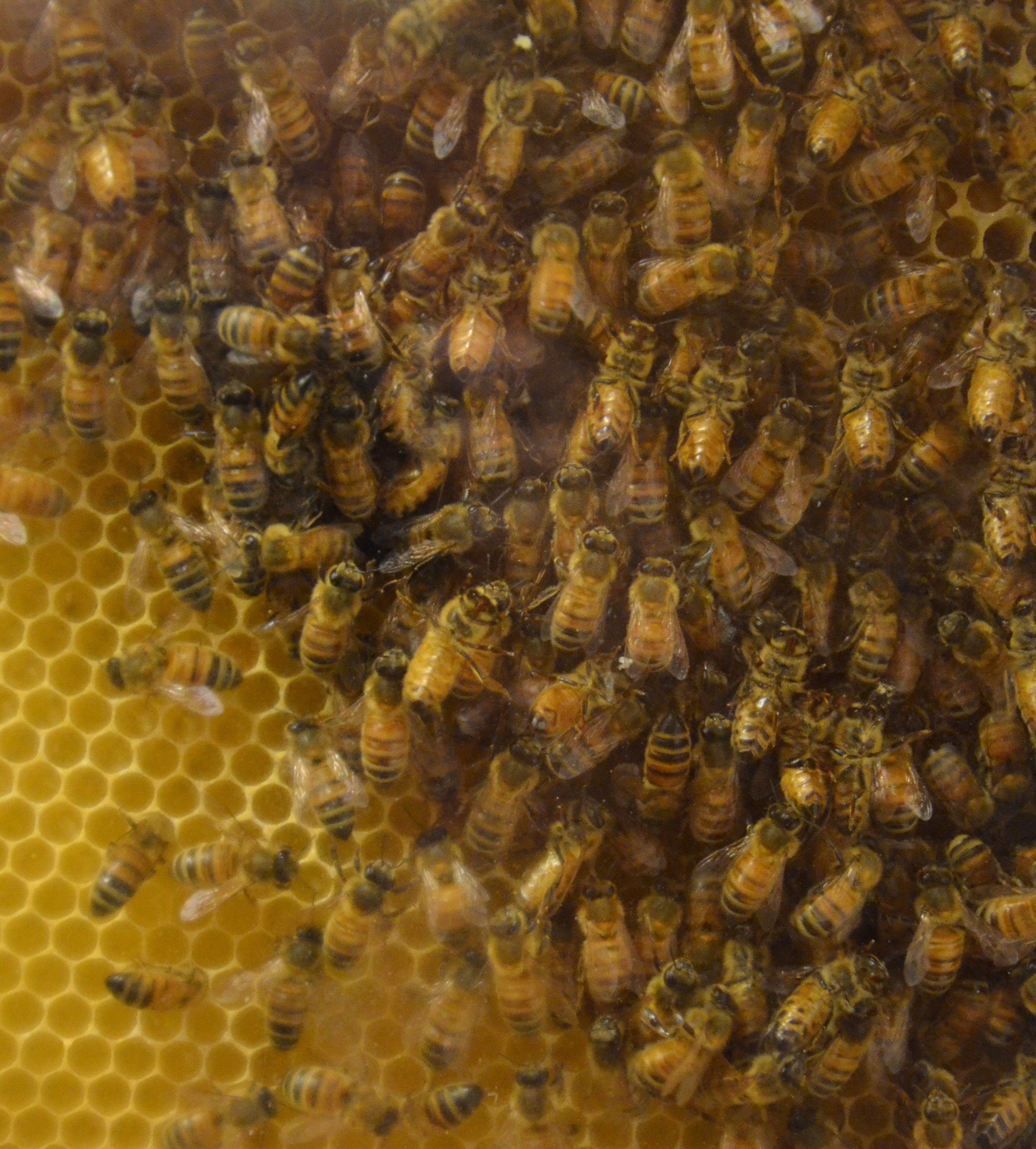
En vaxkaka med honungsbin.

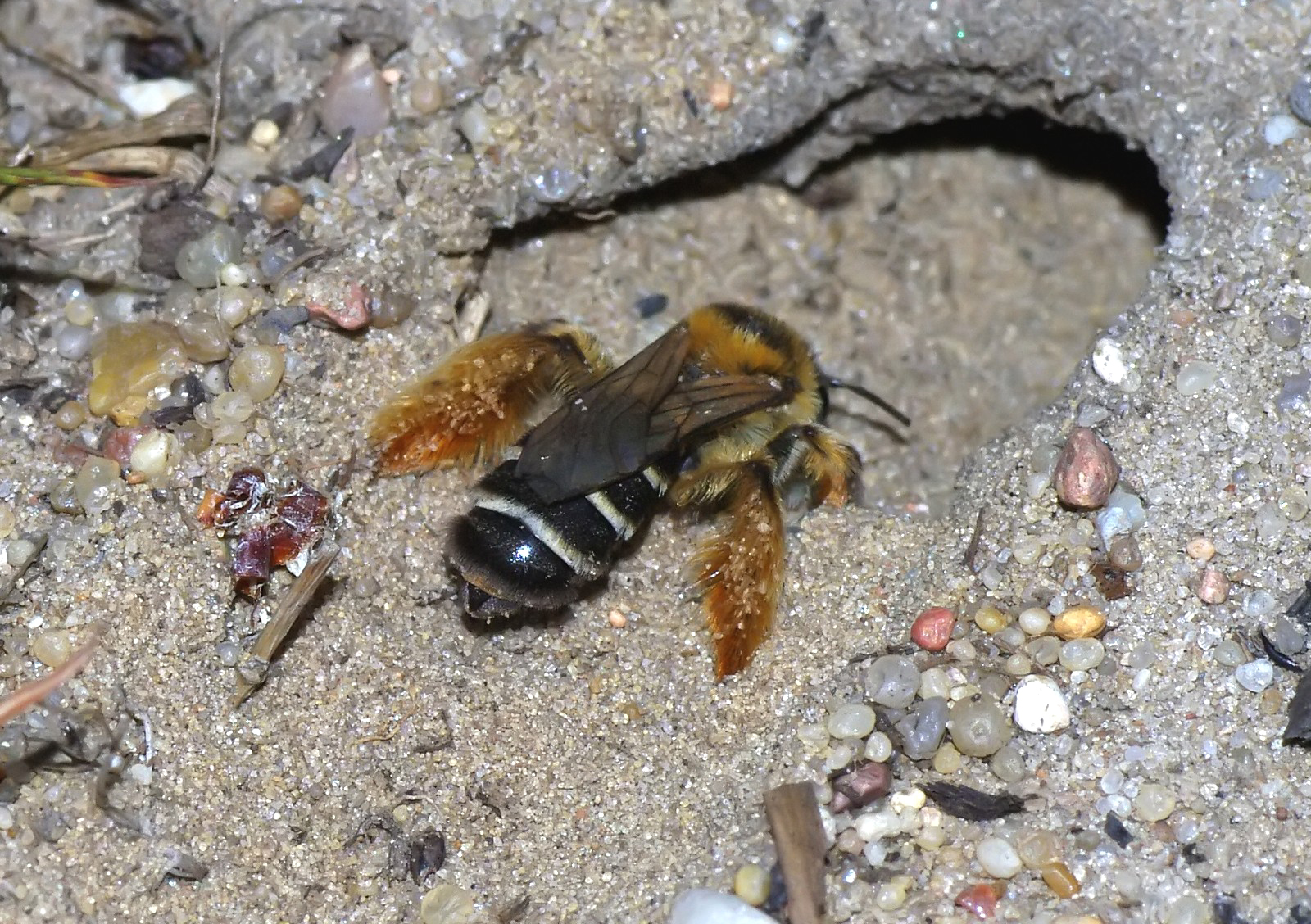
Ett praktbyxbi (Dasypoda Hirtipes) som gräver en bohåla för sina yngel.

### Sociala bin
Till eusociala bin hör framförallt vissa arter i familjen långtungebin (Apidae), men även många arter i andra familjer, som bland annat vägbin (Halictidae). De flesta individerna i ett bisamhälle är arbetsbin, honor som normalt inte får någon avkomma. De har äggstockar precis som drottningen, men normalt kan de inte para sig, och kan därför endast lägga obefruktade ägg, som alltid utvecklas till hanar. Drottningen undertrycker dessutom på olika sätt deras förmåga till äggläggning. Humlorna är ett exempel på eusociala bin där endast drottningarna övervintrar. Det finns dock ett fåtal tropiska humlearter med fleråriga samhällen. Det vanliga honungsbiet är ett exempel på ett bi där hela bisamhället övervintrar genom att bina grupperar sig i en klump. Bina turas om att vara ytterst i klotet och på så sätt håller de värmen. Hos honungsbina dör dock hanen i samband med parningen (och de som inte parat sig dödas av arbetarna på hösten), så det är endast drottningen och arbetarna som övervintrar..

### Solitära bin
Solitära bin har ingen drottning, utan alla honor är fertila. Honan sköter bobyggandet och insamlingen av nektar och pollen själv, även om de ofta lever tillsammans i kolonier. När hon lagt upp ett näringsförråd i äggcellerna lägger hon ägg i dem. Efter att ägget kläckts äter larven av detta förråd, utvecklas och förpuppar sig. En ny generation fortplantningsdugliga individer kommer därefter fram.

### Försvar
De flesta bina använder sig av sin gadd för att försvara sig, men det finns även bin med tillbakabildad gadd. Den är egentligen en omvandlad äggläggare, som förlorat sin ursprungliga användning (äggen kommer ut vid gaddens bas). Detta innebär också att endast honorna (drottning och arbetare hos sociala bin) har gadd. En del sorts bin har utvecklat extraordinära metoder för att neutralisera sina motståndare. En asiatisk art, östasiatiskt bi, använder sin kroppsvärme för att med hjälp av kolonin värma en motståndare till döds.
Gadden hos honungsbinas arbetare har kraftiga hullingar, så att biet inte kan dra ut den efter att det har stuckit ett större djur som ett däggdjur. När biet flyger iväg slits gadden och en del av bakkroppen därför loss från biet, som kort därefter dör av skadorna. I gengäld kommer gadden – till stort besvär för offret – att fortsätta pumpa ner gift i sticksåret. Hos honungsbina skickar gadden dessutom ut doftämnen i luften som larmar de andra i bisamhället och får även dem att gå till anfall.

### Predatorer
Bin är favoritföda för fågeln biätare, Merops apiasters. Ett annat exempel på djur som är känt för att livnära sig på bin är bivargen, en insekt som hör till ordningen steklar. Bålgetingen och sammetsgetingen tillhör också gruppen.

## Systematik
Bin är en klad i överfamiljen Apoidea, som delas in i 9 familjer. Binas inbördes släktskap visas i diagrammet nedan.
```
––+––-––––– 
Stenotritidae

  |
  +––-––––– 
Vägbin
 (Halictidae)
  |
  +––+––––– 
Grävbin
 (Andrenidae)
  |  |
  |  +––––– 
Korttungebin
 (Colletidae)
  |
  +––+––––– 
Sommarbin
 (Melittidae)
     |
     +––––– 
Dasypodaidae

     |
     +––––– 
Meganomiidae

     |
     +––+–– 
Buksamlarbin
 (Megachilidae)
        |
        +–– 
Långtungebin
 (Apidae)
```

Nya forskningsrön har visat att bin är en specialisering av steklar i överfamiljen rovsteklar (Sphecoidea) vilket gör att Sphecoidea är parafyletisk. Numera brukar man därför ofta inkludera rovsteklarna i Apoidea. I denna utvidgade överfamilj placeras bina i en egen monofyletisk grupp som kallas Anthophila eller Apiformes. Enligt diagrammet nedan.
```
--+------------ 
Heterogynidae

  |
  +--+--------- 
Kackerlackesteklar
 (Ampulicidae)
     |
     +--+------ 
Sphecidae

        |
        +--+--- 
Crabronidae

           |
           +--- 
Bin
 (Anthophila eller Apiformes)
```

Man känner till omkring 20 000 arter av bin i sju till nio kända familjer, även om många är obeskrivna och det faktiska antalet förmodligen är högre.

## Utbredning och förekomst
Bin finns på alla kontinenter förutom Antarktis, i varje habitat på planeten som innehåller insektspollinerade gömfröväxter. Medlemmar ur familjen vägbin (Halictidae) är den vanligaste bisorten på det norra halvklotet, även om de är små och ofta misstas för getingar eller flugor.
Antalet arter i Sverige uppgår till närmare trehundra.
I Finland uppgår antalet arter till närmare fyrahundra.

## Galleri

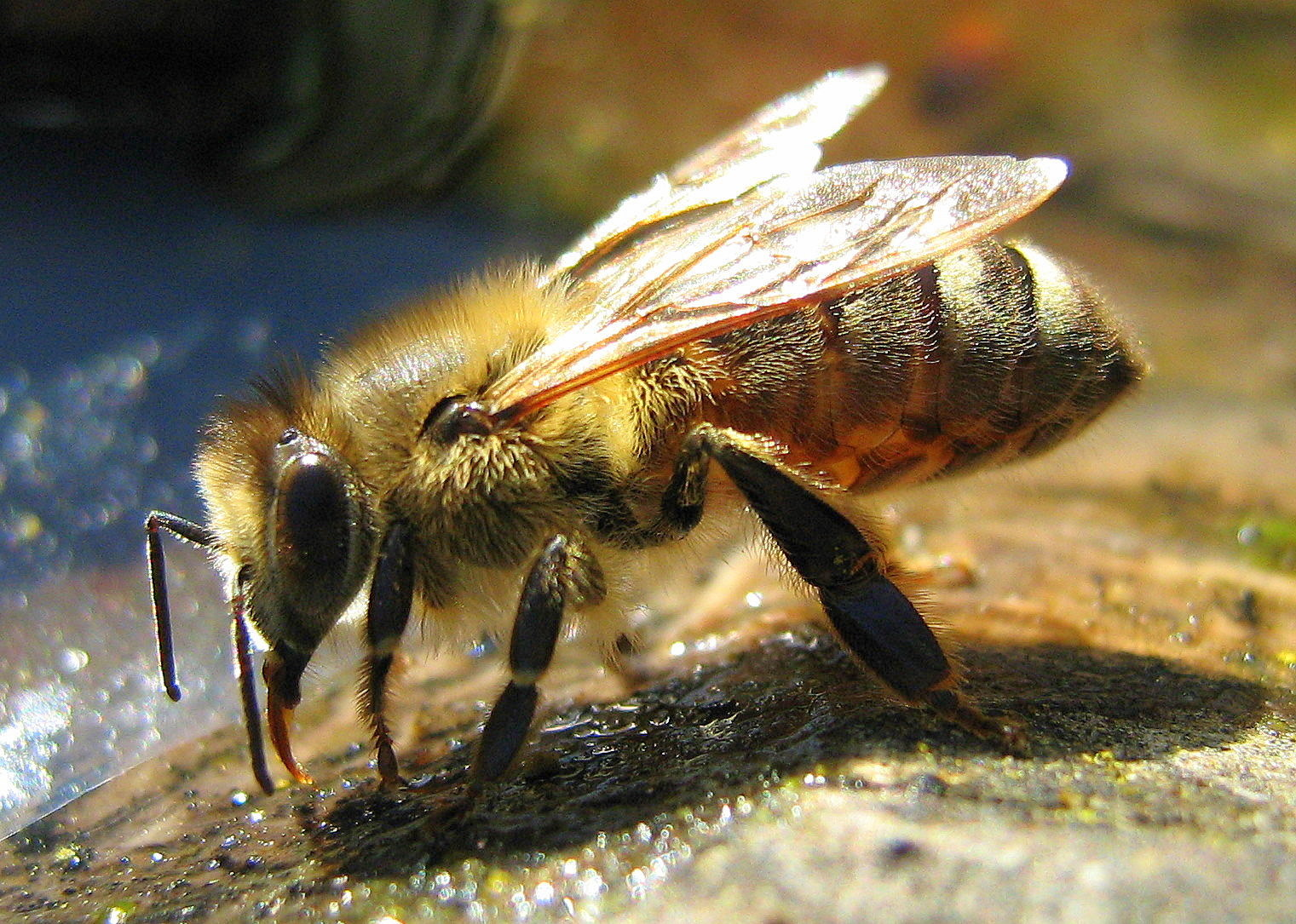
Ett drickande honungsbi
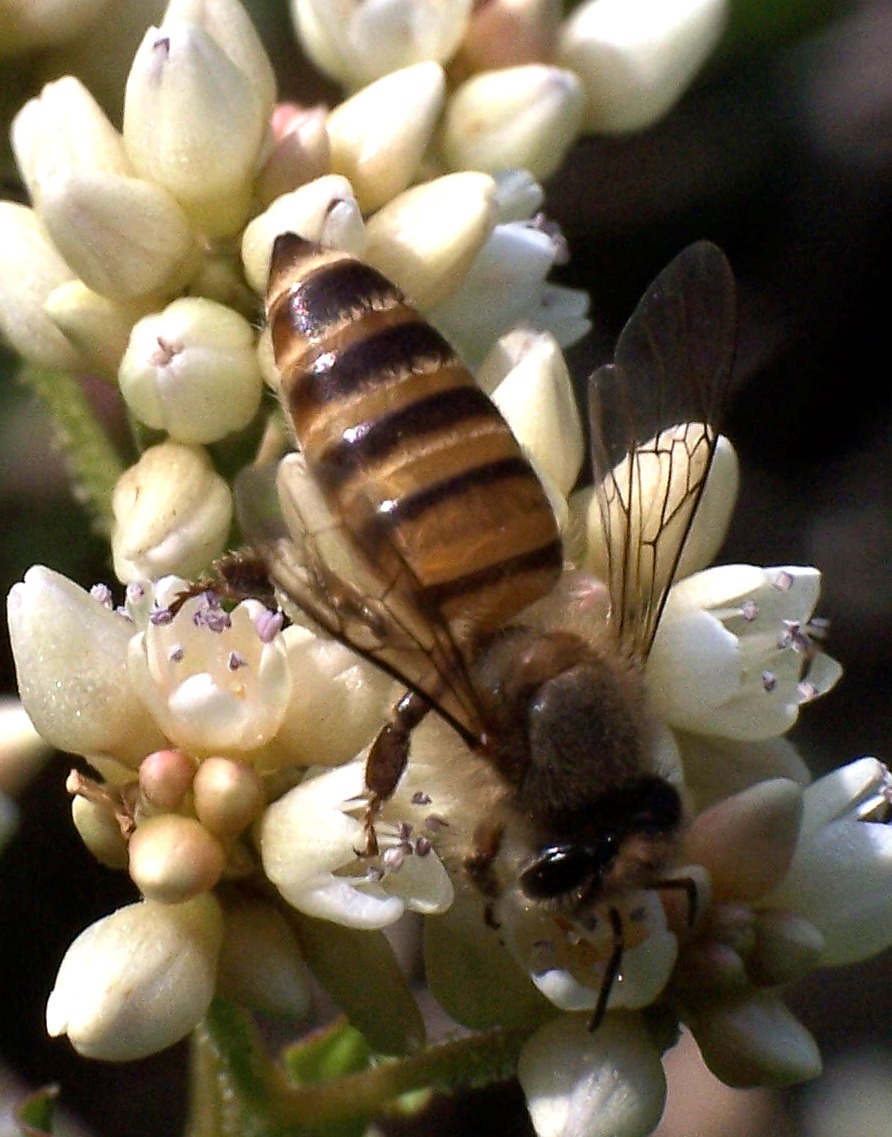
Ett östasiatiskt bi (en art i släktet honungsbin)
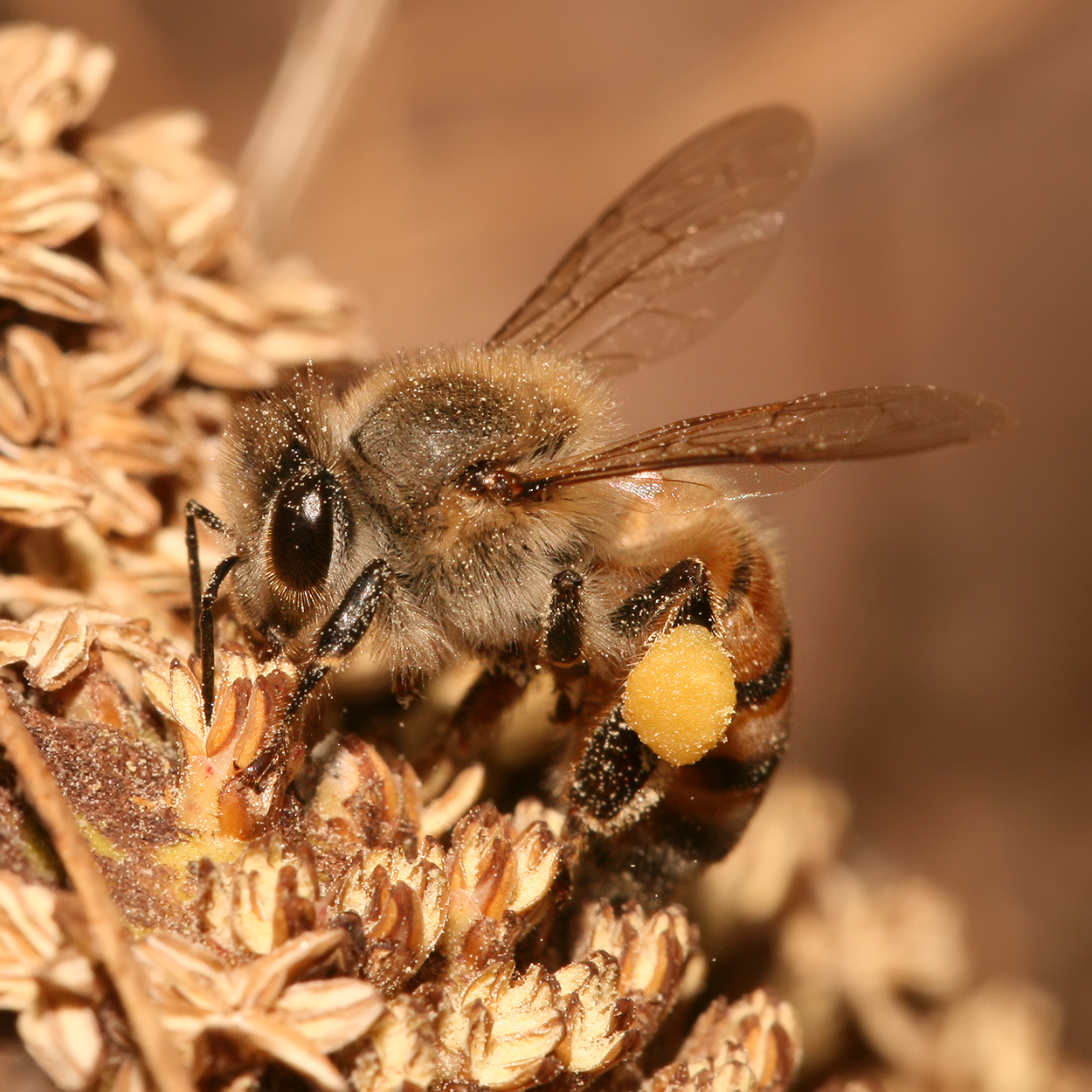
Ett honungsbi från Dar es Salaam, Tanzania
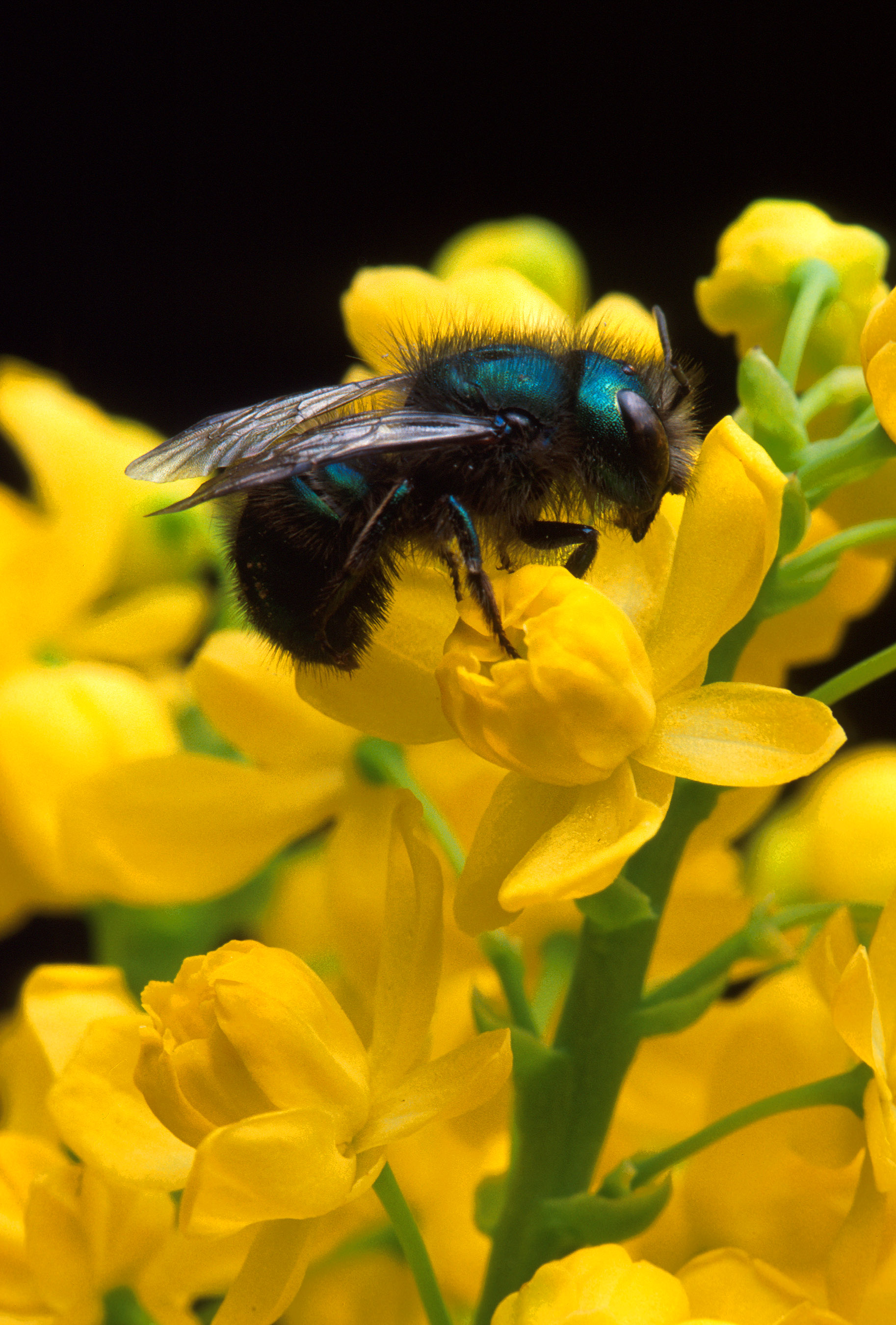
Osmia ribifloris (ett solitärt bi i släktet murarbin)
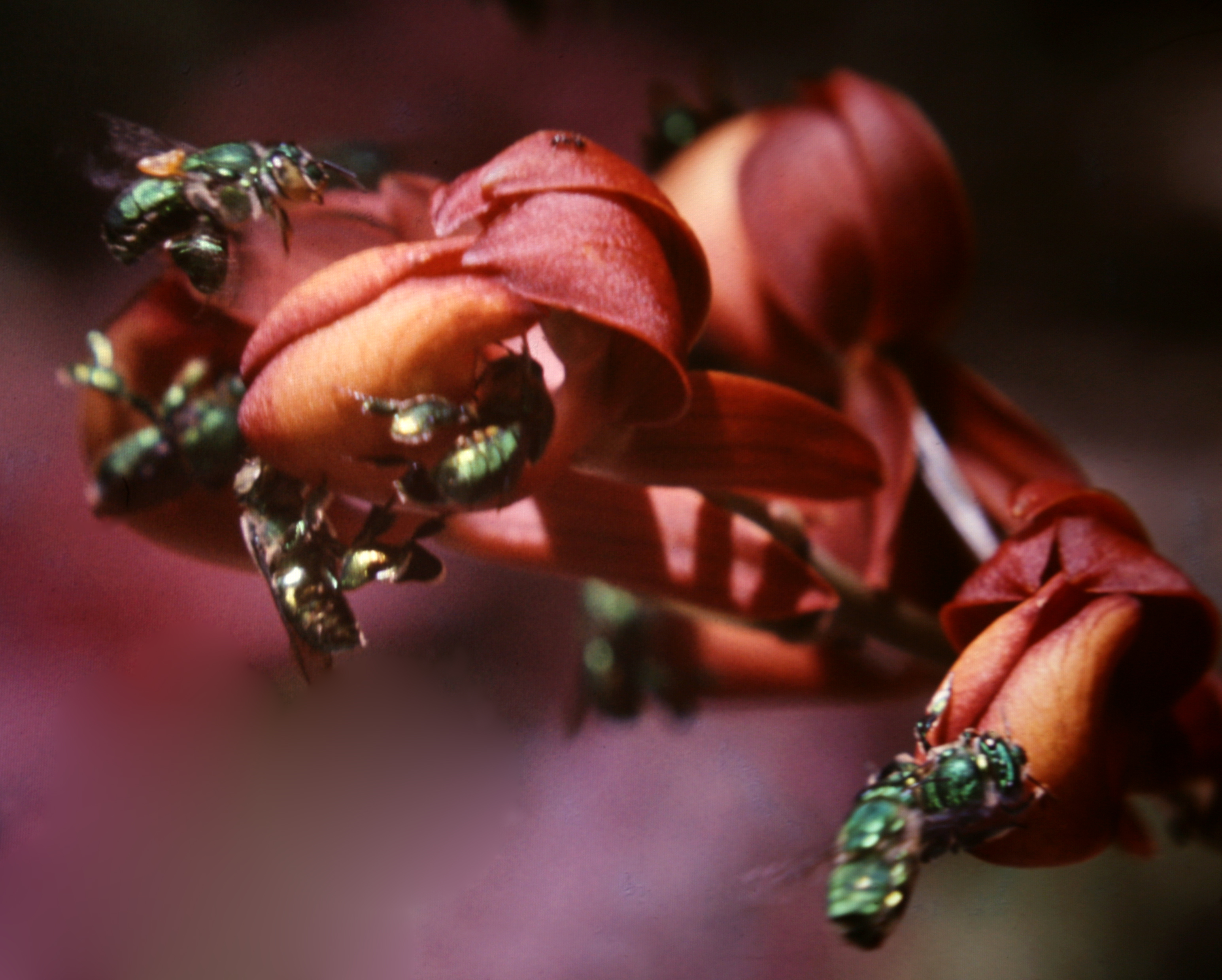
Ett antal orkidébin på orkidén Mormodes buccinator
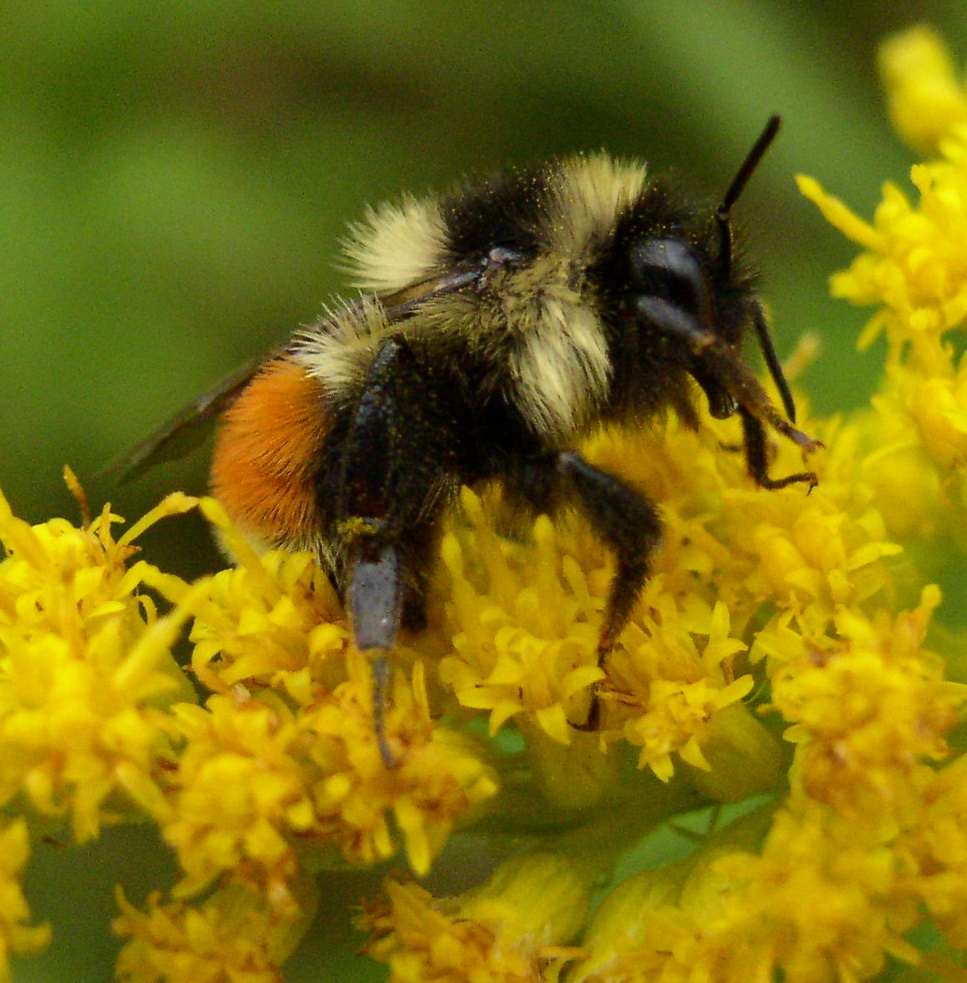
Bombus ternarius, en nordamerikansk humla
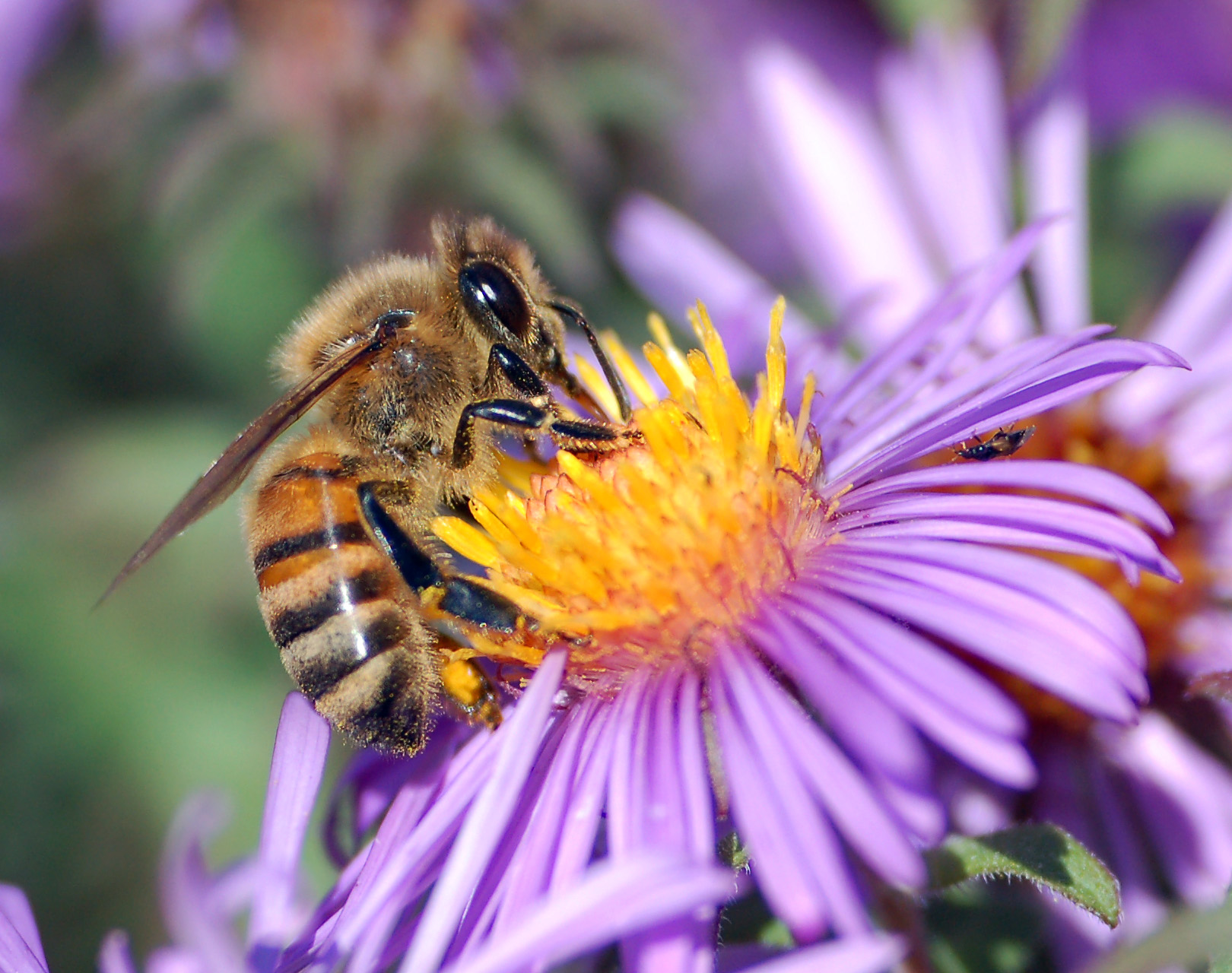
Ett honungsbi som hämtar nektar
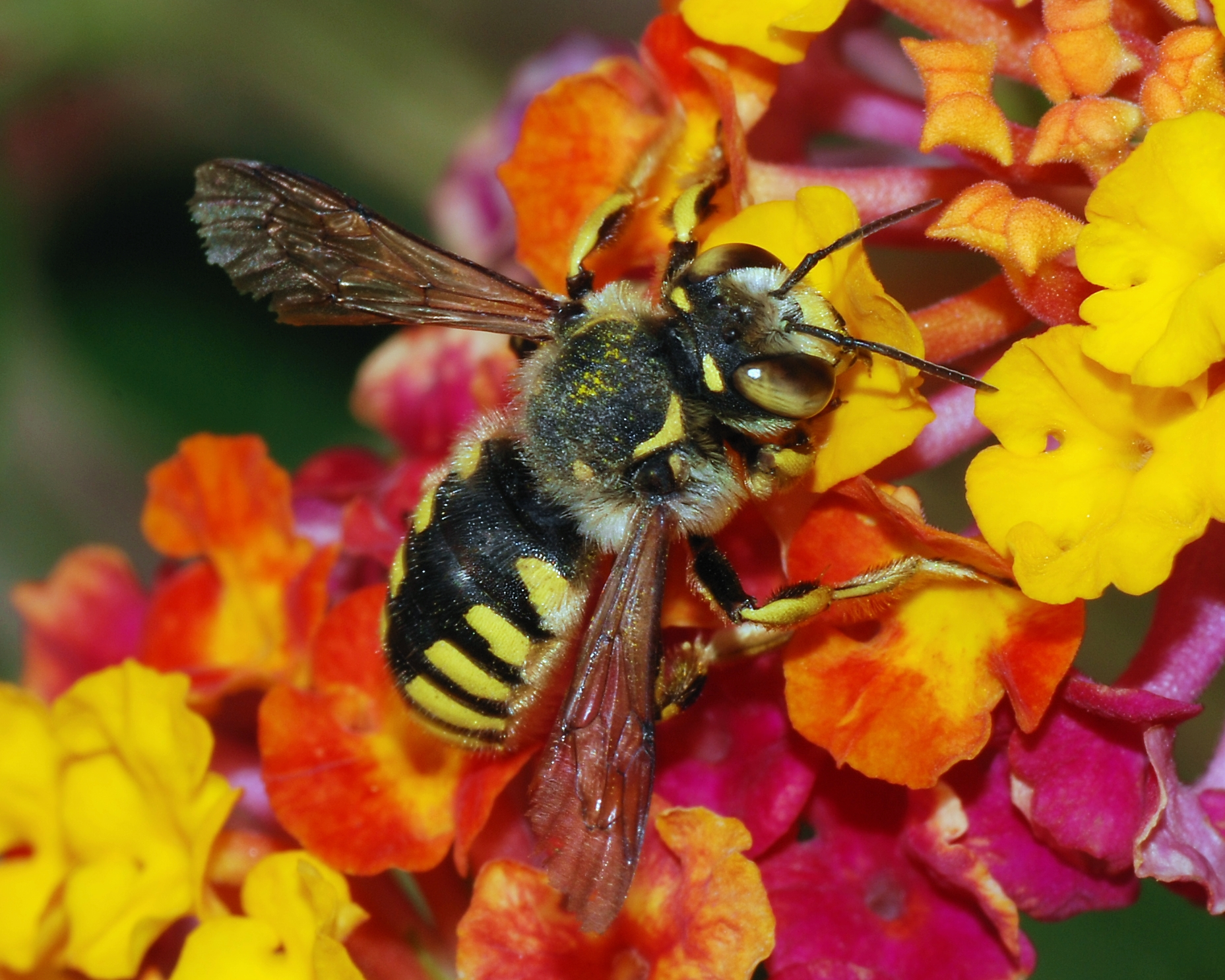
Ullbi (Anthidium florentinum)
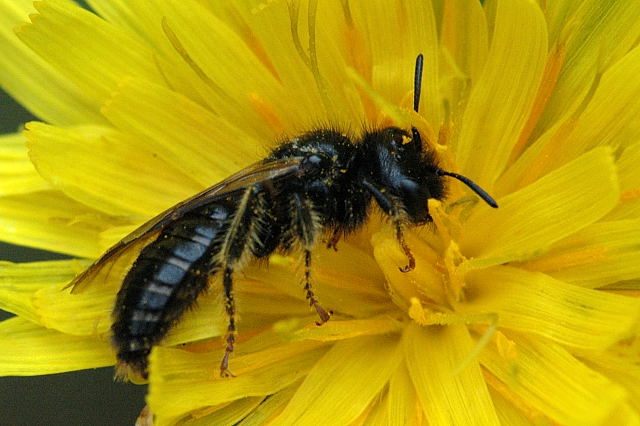
Storfibblebi, ett grävbi
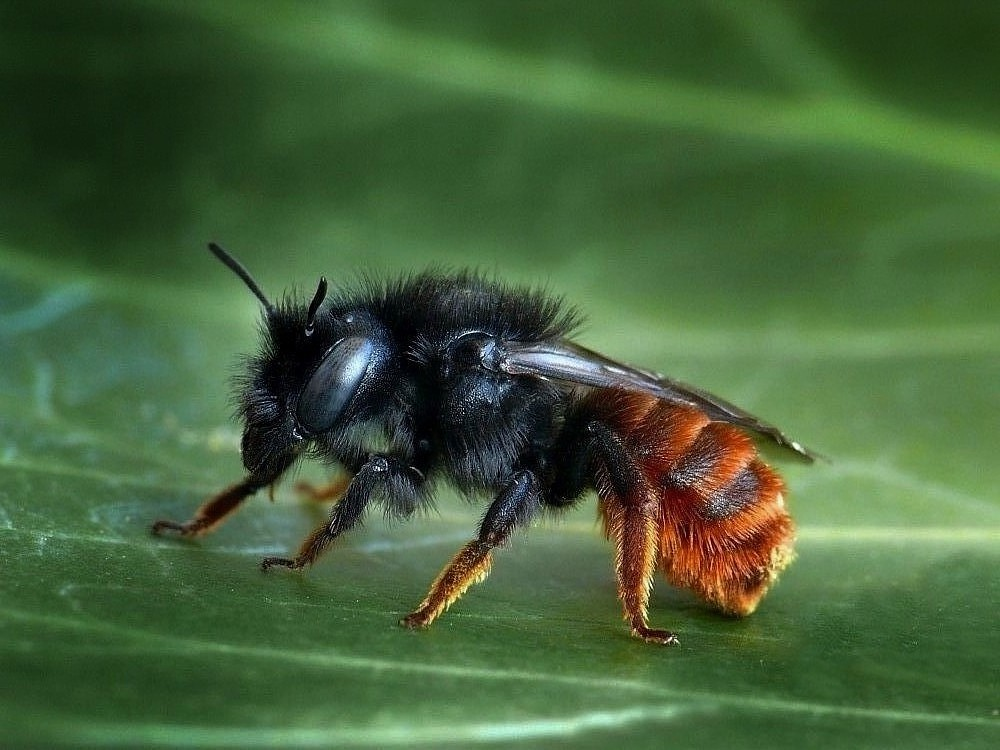
Snäckmurarbi, ett buksamlarbi
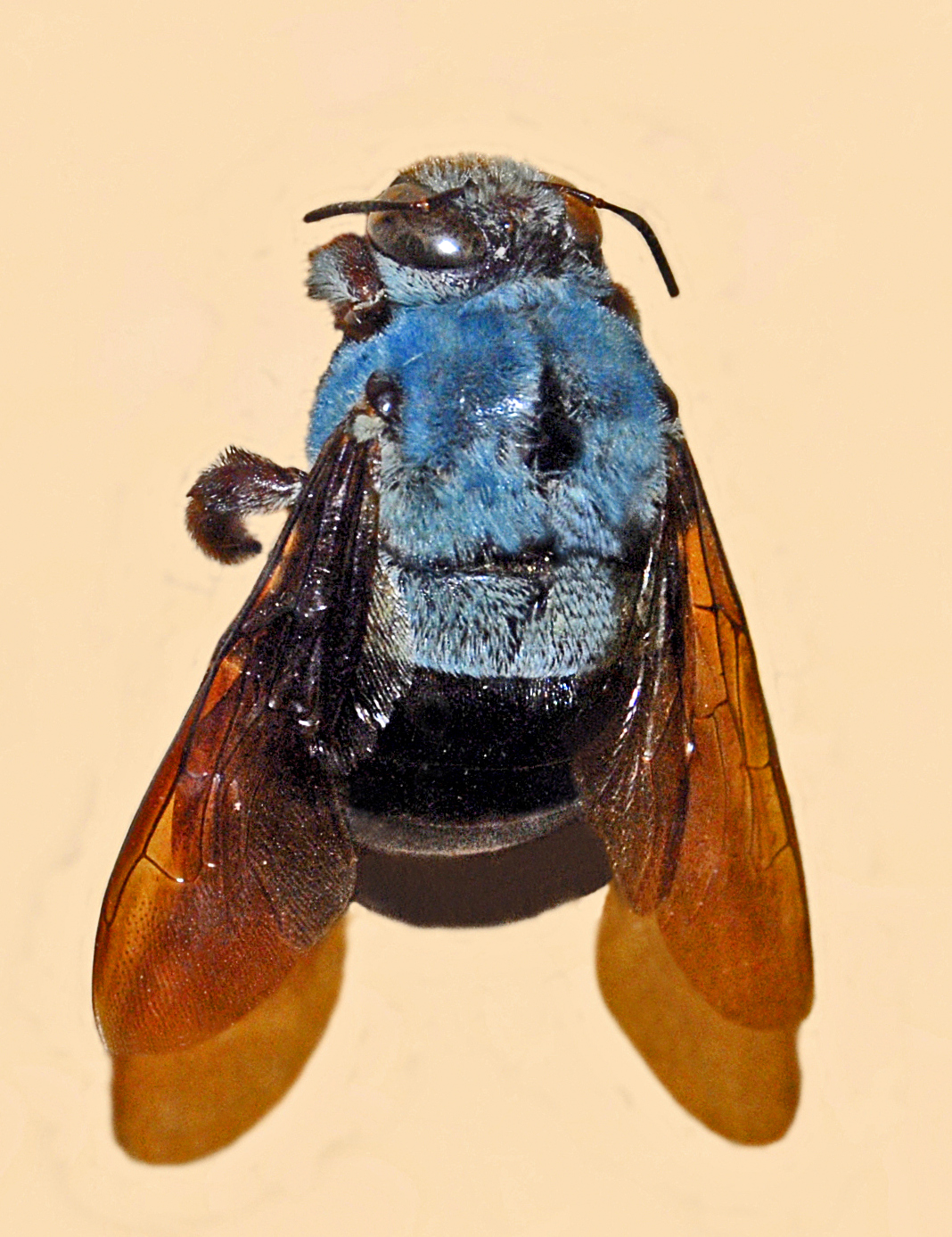
Xylocopa caerulea, ett sydasiatiskt snickarbi
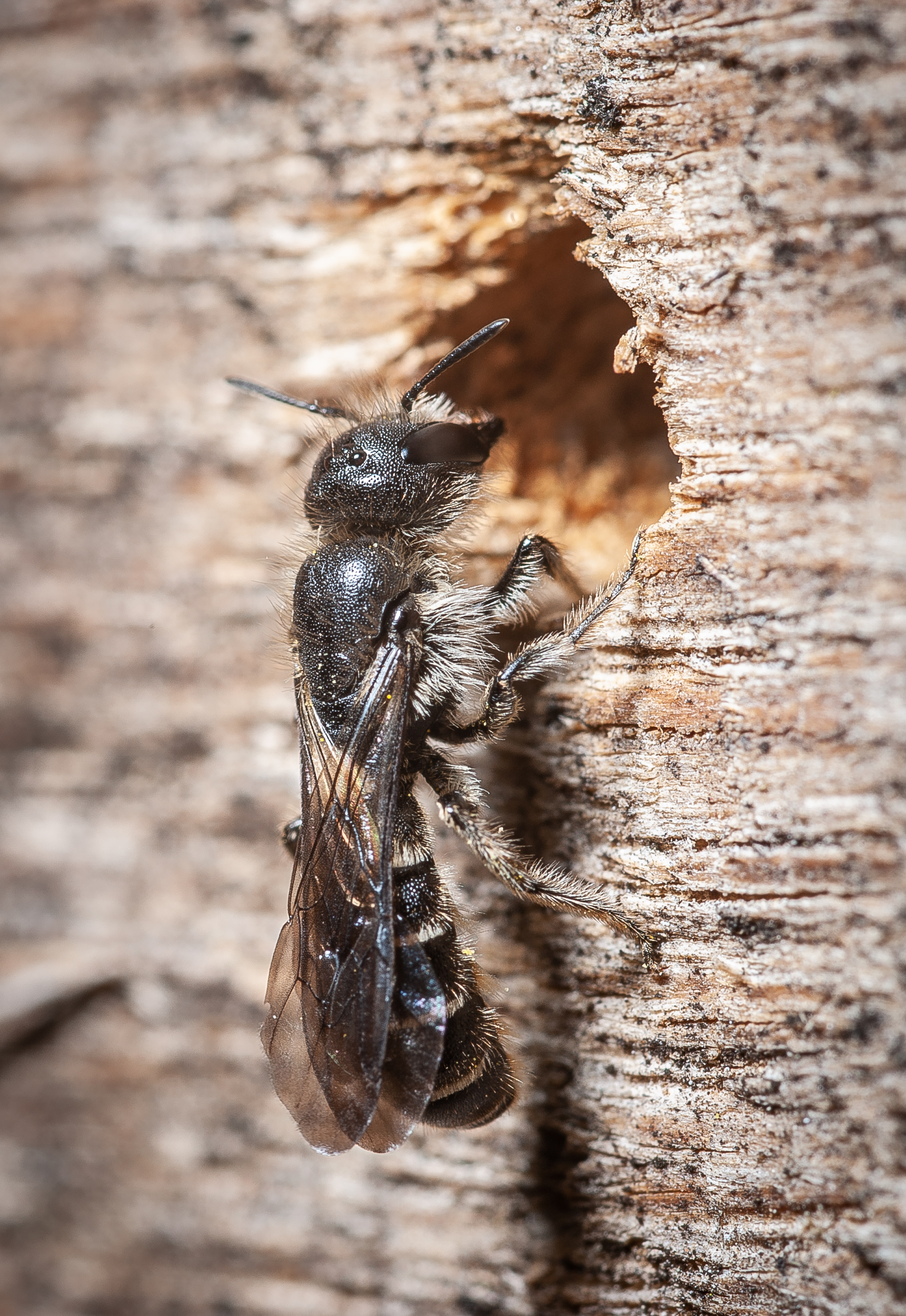
Smörblommebi (ett blomsovarbi)